# Ferdinand Rudow
Ferdinand Rudow est un entomologiste allemand, né le 2 avril 1840 à Eckartsberga en province de Saxe et mort le 3 septembre 1920 à Naumbourg.
Rudow décrit de nombreuses espèces notamment par la famille des Ichneumonidae. Mais la qualité de son travail n’est pas très bonne puisque la plupart des taxons décrits est aujourd’hui tombée en synonymie. Il était coutumier du fait de décrire plusieurs fois la même espèce sans citer ses publications. Il pouvait également attribuer le même nom à deux espèces différentes, parfois dans la même publication. Richard Ritter von Stein (1847-1933) dénonce la piètre qualité de ses publications dès 1884.

## Source
- Stefan Vidal (2005). The history of Hymenopteran parasitoid research in Germany, Biological Control, 32 : 25-33.  (ISSN 1049-9644)